# Déchiffrement des rongo-rongo
Il y a eu de nombreuses tentatives pour déchiffrer l’écriture rongorongo provenant de l’île de Pâques depuis sa découverte à la fin du XIXe siècle. Comme pour d’autres écritures non déchiffrées, nombre d’approches se sont avérées fantaisistes. En dehors d’une partie d’une des tablettes, qui présente un calendrier lunaire, aucun des textes ne peut être compris, et même ce calendrier ne peut pas vraiment être lu. Le déchiffrement présente trois obstacles majeurs : le faible nombre de rongo-rongo existants, comprenant seulement 15 000 glyphes lisibles ; le manque de contexte qui pourrait éventuellement permettre de mieux interpréter les textes, comme des illustrations ou des liens entre eux ou avec d’autres textes lisibles ; et le fait que la langue rapanui moderne a été grandement influencée par le tahitien, et ne correspond probablement pas à l’idiome utilisé sur les tablettes — surtout si celles-ci présentent un registre de langue précis, par exemple des incantations — alors que les seuls exemples restants de l’ancien langage sont assez restreints en termes de thèmes abordés et de genre, et pourraient ne pas correspondre aux messages des tablettes non plus,.
Depuis une proposition de Butinov et Knorozov dans les années 1950, la plupart des philologistes, linguistes et spécialistes d’histoire culturelle ont adopté l’idée que les rongo-rongo n’étaient pas un exemple d’écriture réelle, mais plutôt de proto-écriture. Les textes sont ainsi basés sur des idéogrammes et des rébus, permettant le recours à des moyens mnémotechniques, à l’instar de l’écriture dongba du peuple Nakhi , ce qui selon toute probabilité le rendrait impossible à déchiffrer,. Ce scepticisme est justifié non seulement par l’échec des nombreuses tentatives de déchiffrement, mais aussi par l’extrême rareté des systèmes d’écriture complètement indépendants dans le monde. De ceux qui ont essayé de déchiffrer les rongo-rongo en tant que véritable système d’écriture, la majorité a supposé qu’il s’agissait d’un système logographique, et les autres qu’il était question d’un système syllabique ou mixte. Il apparaît après étude statistique que les rongo-rongo ne seraient ni purement des logogrammes, ni un vrai syllabaire. Le sujet des textes est inconnu ; divers chercheurs ont émis des hypothèses variées. Il s’agirait de textes couvrant des sujets tels que la généalogie, la navigation, l’astronomie, ou l’agriculture. La tradition orale suggère que seule une élite restreinte était lettrée, et que cela contribuerait à conférer un statut d’objets sacrés aux tablettes.

## Narrations de l’île de Pâques
À la fin du XIXe siècle, dans une période s’inscrivant de quelques années à quelques décennies après la destruction de la population de l’île de Pâques par des prises d’esclaves et l’introduction de maladies, deux chercheurs amateurs enregistrent des autochtones en train de lire ou de réciter le contenu des tablettes. Ces narrations ont par la suite été malmenées, et sont souvent considérées comme sans valeur, mais ce sont les seules ayant été réalisées par des personnes ayant pu être familières avec les sources.

### Jaussen
En 1868, l’évêque de Tahiti, Florentin-Étienne Jaussen, reçoit un présent de la part d’habitants de l’île de Pâques récemment convertis au christianisme : une longue corde de cheveux humains enroulée autour d’une tablette rongo-rongo probablement mise au rebut. Il reconnaît immédiatement l’importance de la tablette, et demande au père Hippolyte Roussel, sur l’île de Pâques, de récolter d’autres tablettes, et de trouver des insulaires capables de les lire. Roussel parvient seulement à récupérer quelques tablettes supplémentaires, et ne trouve personne pour les lire cette année là. Il rencontre cependant l’année d’après à Tahiti un ouvrier originaire de l’île de Pâques, Metoro Tau‘a Ure, qui était réputé pour connaître les inscriptions « par cœur ».
Entre 1869 et 1874, Jaussen travaille avec Metoro au déchiffrement de quatre des tablettes en sa possession : A Tahua, B Aruku kurenga, C Mamari, et E Keiti. Une liste des glyphes qu’ils étaient parvenus à identifier est publiée à titre posthume, accompagnée d’une narration complète des chants pour A et B. Ces documents constituent la célèbre liste Jaussen. Bien que considérée initialement comme une pierre de Rosette pour les rongo-rongo, elle n’a pas permis de comprendre leur écriture. De plus, des critiques ont émergé, mentionnant notamment, entre autres inadéquations, cinq glyphes pour la « porcelaine », un matériau n’existant pas sur l’île de Pâques. Il s’agissait cependant d’une mauvaise traduction : Jaussen a traduit les cinq glyphes par porcelaine, qui signifie en français à la fois un type de poterie proche de la céramique chinoise et un type de coquillage, correspondant au mot pure en Rapanui.
Presque un siècle plus tard, Thomas Barthel publie une partie des notes de Jaussen. Il compare les narrations de Metoro avec des passages correspondant dans d’autres tablettes, et découvre que Metoro a lu les lignes de Keiti dans le bon sens pour le verso de la tablette, et à l’envers pour le recto. Jacques Guy trouve que Metoro a aussi lu le calendrier lunaire présent sur Mamari à l’envers, et n’a pas reconnu le pictogramme « évident » de la pleine lune de ce passage, faisant preuve d’un manque de compréhension du contenu des tablettes.

### Thomson
William J. Thomson, intendant sur l’USS Mohican, passe douze jours sur l’île de Pâques du 19 au 30 décembre 1886, pendant lesquels il fait un nombre impressionnant d’observations, dont des notes qui se révèleront utiles pour le déchiffrement des rongo-rongo.

#### Ancien calendrier
Parmi les données ethnographiques collectées par Thomson figurent les noms des nuits du mois lunaire et ceux des mois de l’année. Ces noms sont cruciaux pour interpréter la seule séquence identifiable des rongo-rongo, et il est intéressant de noter que treize mois sont mentionnés, alors que d’autres sources n’en mentionnent que douze. Métraux critique Thomson pour sa traduction d’Anakena en août alors que Roussel l’avait identifié en 1869 comme juillet, et Barthel ne base ses travaux que sur ceux de Métraux et Englert, car ils considèrent que « la liste de Thomson comporte un mois en trop ». Cependant, Guy calcule les dates de la nouvelle lune de 1885 à 1887 et montre que la liste de Thomson y correspond pour l’année 1886. Il en conclut que les anciens Rapanui utilisaient un calendrier luni-solaire où kotuti est un mois intercalaire et que Thomson était passé par hasard sur l’île de Pâques au cours d’une année à mois intercalaire.

#### Récitations d’Ure Va‘e Iko
Thomson a été orienté vers un homme âgé du nom d’Ure Va‘e Iko, qui « prétend avoir été instruit au sujet de la lecture des hiéroglyphes au temps des visites de groupes péruviens, et dit être capable de lire la plupart des caractères ». Il a été l’intendant du roi Nga‘ara, le dernier roi supposé maîtriser l’écriture ; et bien qu’il ne sache pas lire lui-même, il connaissait un bon nombre de chants rongo-rongo, et était capable de lire au moins un texte qu’il avait mémorisé. Quand Thomson lui proposa des cadeaux et de l’argent pour lire les deux tablettes qu’il avait achetées, Ure « refusa pour ne pas ruiner ses chances de salut en faisant ce qui avait été interdit par ses précepteurs chrétiens » et prit la fuite. Cependant, Thomson avait pris sur lui des photographies des tablettes de Jaussen quand l’USS Mohican était à Tahiti, et il parvint finalement à le convaincre de lire ces photographies. Le propriétaire terrien anglo-tahitien Alexander Salmon prit des notes sous la dictée d’Ure, et les traduisit plus tard en anglais, pour les tablettes suivantes :
| Prononciation                     | Tablette correspondante                  |
| --------------------------------- | ---------------------------------------- |
| Apai [17],                        | E (Keiti)                                |
| Atua Matariri [18]                | R (Small Washington) (incertain)[note 6] |
| Eaha to ran ariiki Kete[19]       | S (Great Washington) (incertain)[note 6] |
| Ka ihi uiga[20]                   | D (Échancrée)                            |
| Ate-a-renga-hokau iti poheraa[21] | C (Mamari)                               |
Le Rapanui de Salmon n’était pas exactement au point, et en dehors de Atua Matariri, quasi entièrement composé de noms propres, ses traductions anglaises ne correspondent pas aux transcriptions des lectures d’Ure. Les lectures en elles-mêmes, apparemment fiables bien que délicates à interpréter à première vue, deviennent clairement ridicules vers la fin. La dernière narration, par exemple, qui constituerait selon la traduction anglaise de Salmon une chanson d’amour sur la force, est parsemée de phrases en tahitien, comme « le drapeau français » (« te riva forani ») et « donne de l’argent pour révéler [cela] » (« horoa moni e fahiti »), ce qui est incongru dans un texte antérieur au contact avec la civilisation occidentale.
Même le titre est un mélange de rapanui et de tahitien : pohera‘a est le tahitien pour « mort », le mot rapanui étant matenga. Ure a fourni ces informations sous la pression, et même sous la contrainte : pour obtenir sa coopération, Thomson s’est senti obligé de recourir à « la coupe qui réjouit » (c’est-à-dire, au rhum) :
« Finally [Ure] took to the hills with the determination to remain in hiding until after the departure of the Mohican. [U]nscrupulous strategy was the only resource after fair means had failed. [When he] sought the shelter of his own home on [a] rough night [we] took charge of the establishment. When he found escape impossible he became sullen, and refused to look at or touch a tablet [but agreed to] relate some of the ancient traditions. [C]ertain stimulants which had been provided for such an emergency were produced, and […] as the night grew old and the narrator weary, he was included as the "cup that cheers" made its occasional rounds. [A]t an auspicious moment the photographs of the tablets owned by the bishop were produced for inspection. […] The photographs were recognized immediately, and the appropriate legend related with fluency and without hesitation from beginning to end. »
— 
Thomson, 1891.

        
« Finalement [Ure] partit vers les montagnes avec l’intention de se cacher jusqu’au départ du Mohican. Une stratégie peu scrupuleuse était la dernière solution lorsque les moyens plus justes avaient échoué. [Quand il] revint à l’abri chez lui après une nuit agitée, [nous] prîmes en charge son rétablissement. Quand il se rendit compte de l’impossibilité d’une évasion, il devint renfrogné, et refusa de regarder ou de toucher à la moindre tablette [mais décida de] raconter quelques traditions ancestrales. On sortit quelques stimulants prévus pour ce genre d’urgence, et […] alors que la nuit avançait et que le narrateur s’épuisait, il se trouva sur le chemin des tours occasionnels de la « coupe qui réjouit ». Lorsque sa vigilance fut assez basse, on sortit les photographies des tablettes de l’évêque pour inspection. […] Elles furent reconnues immédiatement, et les légendes associées racontées aisément et sans hésitation du début à la fin. »
Toutefois, même si personne n’a réussi à corréler les récitations d’Ure avec les textes des tablettes, ils peuvent se révéler utile pour leur déchiffrement. Les deux premières lectures, Apai et Atua Matariri, ne sont pas entachées d’apports du tahitien. Les vers de Atua Matariri sont de la forme X ki ‘ai ki roto Y, ka pû te Z « X, en montant dans Y, laissa Z apparaître » et, pris séparément, semblent n’avoir aucun sens :
Moon, by mounting into Darkness, let Sun come forth (vers 25),

Killing, by mounting into Stingray, let Shark come forth (vers 28),

Stinging Fly, by mounting into Swarm, let Horsefly come forth (vers 16).

La Lune, en montant dans les Ténèbres, laissa apparaître le Soleil (vers 25),

Le Meurtre, en montant dans la Raie, laissa apparaître le Requin (vers 28),

La mouche piquante, en montant dans l’Essaim, laissa apparaître le Taon (vers 16).
Ces vers ont généralement été interprétés comme des chants sur la genèse, où diverses entités en engendrent d’autres. Cependant, ils ne correspondent pas aux mythes Rapanui, ni à ceux d’aucune autre civilisation polynésienne. Guy remarque que la syntaxe est similaire à celle des caractères chinois composés. Par exemple, la composition du caractère 銅 tóng « cuivre » peut être décrite comme « ajouter 同 tóng à 金 jīn pour obtenir 銅 tóng » (signifiant « ajouter Ensemble à Metal pour obtenir Cuivre »), ce qui n’a également pas de sens littéral. Il suppose que le chant Atua Matariri qu’Ure avait entendu durant sa jeunesse, bien que déconnecté de la tablette à l’appui de laquelle il l’avait récité, est un chant rongo-rongo original : un moyen mnémotechnique pour que les étudiants se souviennent de comment composer les glyphes.

### Katherine Routledge
Katherine Routledge et William Scoresby Routledge lancent une expédition scientifique vers l'Île de Pâques, l'expédition Mana, dont l'un des principaux objectifs est d'étudier le langage rongo-rongo et de tenter d'en élucider le mystère. Bien que cet objectif ne soit pas rempli, cette expédition permet de nombreuses avancées anthropologiques et culturelles. Cette expédition représente la dernière tentative de déchiffrement des tablettes aux côtés d'informateurs vivants ayant encore des connaissances du rongo-rongo : Tomenika et Kapiera. Malheureusement, Tomenika et Kapiera sont des informateurs très âgés et ne sont pas capables de transmettre les connaissances à l'anthropologue.
Katherine est partisane de la théorie selon laquelle ces tablettes forment une sorte d'aide mémorielle pour la restitution des mêmes chants au travers des quatre tablettes, ce qui suggère que le texte est populaire et connu parmi les habitants de l'île. Le lecteur donne dès lors l'impression de savoir ce qui est sur la tablette sans avoir besoin de les regarder très souvent, soit le résultat d'une utilisation mémorisée du texte syllabique.
Des suppositions ultérieures considèrent que les tablettes contiennent probablement une forme de chant karakia transférable et non déchiffré.

## Déchiffrements fantaisistes
Depuis la fin du XIXe siècle, il y a eu un bon nombre de théories autour des rongo-rongo. La plupart est restée obscure et méconnue, mais certaines ont suscité une attention considérable.
En 1892, le pédiatre australien Alan Carroll publie une traduction fantaisiste, basée sur l’idée que les textes ont été écrits par une population éteinte de « Longues-Oreilles » de l’île de Pâques dans un mélange de Quechua et d’autres langues du Pérou et d’Amérique Centrale. Peut-être à cause du coût de fabrication de caractères spéciaux pour le rongo-rongo, aucune méthode, analyse ou phonétique des glyphes individuels ne fut publiée. Carroll continue à publier de courtes études dans Science de l’Homme (Science of Man), le journal de la Société (royale) d’anthropologie d’Australasie ((Royal) Anthropological Society of Australasia) jusqu’en 1908. Carroll a participé lui-même au financement de la société, ce qui est aujourd’hui considéré comme partie intégrante d’une « excentricité démente ».
En 1932, le Hongrois Vilmos Hevesy (Guillaume de Hevesy) publie un article dévoilant un lien entre les rongo-rongo et l’écriture de l’Indus, basé sur des similarités superficielles dans la forme. L’idée n’était pas nouvelle, mais était maintenant présentée à l’Académie française des inscriptions et belles-lettres par le sinologue Paul Pelliot, et relevée par la presse. À cause de la non-disponibilité d’un corpus rongo-rongo accessible pour comparaison, il n’est pas apparu que plusieurs des glyphes rongo-rongo illustrés dans les publications de Hevesy étaient infondés. En dépit du fait que les deux écritures étaient alors indéchiffrables (et le demeurent toujours aujourd’hui), séparées par la moitié du monde et de l’histoire humaine (19 000 km et 4 000 ans), et sans état intermédiaire connu, les idées d’Hevesy ont été assez sérieusement considérées dans les milieux académiques, jusqu’à ce qu’une expédition franco-belge sur l’île de Pâques en 1934, conduite par Lavachery et Métraux les discrédite. Jusqu’en 1938, on trouve des publications mentionnant le lien entre les écritures de la vallée de l’Indus et les rongo-rongo dans des revues anthropologiques respectées.
Au moins une vingtaine de déchiffrements ont été proposés depuis lors, aucun d’entre eux n’ayant été reconnu par la communauté des épigraphes rongo-rongo. Ainsi, l’ethnographe Irina Fedorova publie les prétendues traductions de deux tablettes de Saint Pétersbourg, et de fragments de quatre autres. Plus rigoureuse que la plupart des autres essais, elle restreint chaque symbole à une seule signification logographique. Cependant, le résultat n’a pas beaucoup de sens en tant que texte. Par exemple, la tablette P commence ainsi (avec chaque ligature rongo-rongo marquée par une virgule dans la traduction) :

« il coupa une canne à sucre rangi, une igname tara, il coupa beaucoup de taro, de tiges (?), il coupa une igname, il moissona, il coupa une igname, il récolta, il s’arrêta, il coupa un honui, il coupa une canne à sucre, il coupa, il moissona, il prit, un kihi, il choisit un kihi, il prit un kihi… »

— Texte P, recto, ligne 1
et continue de la sorte jusqu’à la fin :

« il récolta une igname, un poporo, une calebasse, il arrêta une igname, il coupa, il coupa un plant, il coupa un plant, une igname, il coupa une banane, il récolta une canne à sucre, il coupa un taro, il coupa une igname kahu, une igname, une igname … »

— Texte P, verso, ligne 11
Les autres textes sont similaires. Ainsi, le calendrier Mamari ne mentionne nulle part la notion de temps ou la lune dans l’étude de Fedorova :

« une racine, une racine, une racine, une racine, une racine, une racine, une racine [ce qui fait beaucoup de racines], un tubercule, il prit, il coupa un tubercule de pomme de terre, il déterra des pousses d’igname, un tubercule d’igname, un tubercule de pomme de terre, un tubercule… »

— Texte C, recto, ligne 7
ce que même Fedorova qualifia de « digne d’un maniaque ».
De plus, les allographes détectés par Pozdniakov se voient attribuer d’autres significations par Fedorova pour que, par exemple, des textes liés utilisent à plusieurs reprises le verbe  ma‘u supposé signifier « prendre » à la place du nom  tonga supposé signifier « une sorte d’igname » (Pozdniakov avait démontré qu’il s’agissait là de variantes graphiques du même glyphe). Tel que publié, le travail de Fedorova recense 130 glyphes ; les additions de Pozdniakov auraient rendu ses interprétations encore plus répétitives, un problème rencontré par toutes les tentatives de déchiffrement des rongo-rongo en tant que système logographique.
Des chercheurs contemporains,,,,,,,,, suggèrent que, alors que leurs confrères ont permis des avancées modestes vers la compréhension des rongo-rongo, notamment Kudrjavtsev, Butinov et Knorozov, et Thomas Barthel, les tentatives de déchiffrement comme celles de Fedorova ou de Fischer (ci-dessous), « ne reposent sur aucune justification ». Toutes échouent sur un point crucial du déchiffrement : permettre une interprétation cohérente et sensée des textes et motifs de la langue.

## Harrison

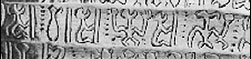
Composé 380.1.3 répété trois fois sur Gr4 (premier, troisième et cinquième glyphes)

James Park Harrison, membre du conseil du Royal Anthropological Institute of Great Britain and Ireland (Institut royal anthropologique de Grande-Bretagne et d’Irlande), remarque que les lignes Gr3–7 de la « petite tablette de Santiago » présentent un glyphe composé, 380.1.3  (un personnage assis, 380  tenant un bâton 1  avec une ligne de chevrons (une guirlande ?) 3 ), répété 31 fois, et à chaque fois suivi par un à une demi-douzaine de glyphes avant la prochaine occurrence. Il supposa que cela subdivisait le texte en sections contenant les noms des chefs. Barthel trouvera ensuite ce motif sur la tablette K, qui est une paraphrase de Gr (dans la plupart des séquences de K, ce composé est réduit à 380.1 ), ainsi que sur la tablette A, parfois sous la forme 380.1.3 et d’autres fois sous la forme 380.1 ; sur les tablettes C, E, et S sous la forme 380.1; et, avec la variante 380.1.52 , sur la tablette N. Parfois, le glyphe composé apparaît abrégé en 1.3  ou 1.52 , sans le personnage humain, mais des parallèles entre les textes suggèrent que ces variantes plus courtes ont la même fonction de séparation. Barthel interprète la séquence 380.1  comme un tangata rongorongo (expert en rongo-rongo) portant une tablette écrite.

## Kudrjavtsevet al.
Pendant la Seconde Guerre mondiale, un petit groupe d’étudiants de Saint Pétersbourg (alors Léningrad), Boris Kudrjavtsev, Valeri Chernushkov et Oleg Klitin, s’intéressent aux tablettes  P et Q, qu’ils ont vues exposées au musée d’ethnologie et d’anthropologie de l’Académie des sciences de Russie. Ils découvrent qu’elles portent, avec des variations mineures, le même texte, qu’ils trouveront ensuite également sur la tablette H :
Mise en parallèle des textes : Courts extraits des tablettes H, P et Q.
Barthel appellera plus tard ce passage la « Grande Tradition », bien que son contenu reste inconnu.
Le groupe note ensuite que la tablette K est une paraphrase du recto de la tablette G. Kudrjavtsev recense toutes leurs découvertes, qui seront publiées à titre posthume. D’autres séquences parallèles, plus courtes, ont depuis été identifiées grâce à des outils d’analyse statistique, montrant que les textes N et R étaient composés quasi intégralement de fragments présents sur d’autres tablettes, dans un ordre différent toutefois,,.
L’identification de ces phrases communes a été une des premières étapes vers le déroulage de la structure de la langue, puisqu’il s’agit de la méthode la plus efficace pour détecter les ligatures et les allographes, et établir par la suite un inventaire des glyphes rongo-rongo.
Ligatures Les textes parallèles Pr4–5 (en haut) et  Hr5 (en bas) montrent un personnage (le glyphe 200 ) tenant un objet (glyphes 8 , 1 , et 9 ) dans P,  qui pourrait avoir évolué vers une ligature dans la tablette H, où l’objet remplace soit la tête du personnage, soit sa main. (Ailleurs dans ces textes, les animaux représentés sont réduits à des détails distinctifs, comme une tête ou un bras, quand ils fusionnent avec un glyphe précédent.) On retrouve aussi les deux formes de mains (glyphes 6  et 64 ) qui seront ensuite établis comme allographes. Trois des quatre représentations d’humains et de tortues montrent des ligatures du bras gauche avec un orbe (glyphe 62 ), ce qui selon Pozdniakov marquerait souvent la limite d’une phrase.

## Butinov et Knorozov

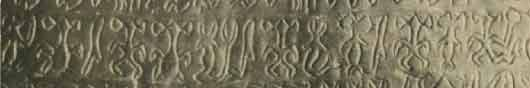
Un segment de Gv6, supposé être une généalogie.

En 1957, les épigraphistes russes Nikolai Butinov et Yuri Knorozov (qui avaient trouvé en 1952 les éléments clés qui conduiraient plus tard au déchiffrement de l’écriture maya) suggèrent que la structure répétitive d’une séquence d’une quinzaine de glyphes sur Gv5–6 (lignes 5 et 6 du verso de la « petite tablette de Santiago ») était compatible avec celle d’une généalogie. Ce passage se lit,

En considérant que le glyphe indépendant et répété  200   est un titre, tel que « roi », et que le glyphe attaché et répété 76  est une marque patronymique, le texte peut signifier quelque chose comme :

« Roi A, fils de B, Roi B, fils de C, Roi C, fils de D, Roi D, fils de E… »

et cette séquence représente une lignée.
Bien que personne n’ait été capable de confirmer l’hypothèse de Butinov et Knorozov, elle est globalement considérée comme plausible,,. Si elle est correcte, on peut alors identifier d’autres séquences de glyphes qui constituent des noms de personnes. De plus, la tablette de Santiago consisterait principalement une liste de noms de personne, puisqu’elle comporte 564 occurrences du glyphe 76, un marqueur patronymique putatif, soit un quart du nombre total de 2 320 glyphes. Enfin, la séquence 606.76 700, traduite par Fischer (ci-dessous) comme « tous les oiseaux copulaient avec les poissons » signifieraient en réalité le fils (d’Untel) 606 a été tué. La tablette de Santiago, avec 63 occurrences du glyphe 700 , un rébus pour le mot îka « victime », serait ainsi une partie d’une kohau îka (liste de victimes de guerre).

## Barthel

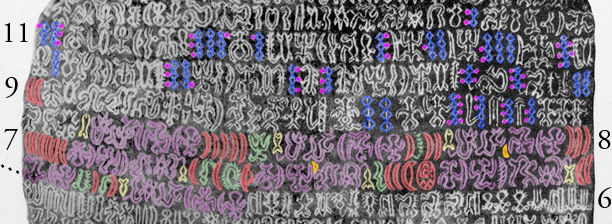
Le calendrier Mamari commence au milieu du recto, à la ligne 6 (milieu en bas, à l’envers), et continue jusqu’au début de la ligne 9 (en haut à gauche). Deux glyphes ne sont pas visibles au début de la ligne 7 ; ils complètent la séquence annonciatrice de la fin de la ligne 6 (ellipse). Diverses variantes des losanges doubles triples (glyphe2 ressemblant à un abaque « signes comptables ») suivent le calendrier identifié.

L’ethnologue allemand Thomas Barthel, qui a publié en premier le corpus rongo-rongo, identifie trois lignes sur le recto (face a) de la tablette C, aussi connue sous le nom de Mamari, comme un calendrier lunaire. Guy suggère qu’il s’agit plus précisément d’une règle astronomique pour l’ajout d’une ou deux nuits intercalaires dans le mois Rapanui (long de 28 nuits) pour conserver la synchronisation avec les phases de la lune, et dans le cas d’une seule nuit ajoutée, si elle doit l’être avant ou après la pleine lune,. Berthin et Berthin sont d’avis que c’est le texte après le calendrier identifié qui explique quand les nuits intercalaires doivent apparaître. Le calendrier Mamari est le seul exemple de rongo-rongo dont la fonction est reconnue et comprise, bien qu’il ne puisse pas être déchiffré.
Dans l’interprétation de Guy, le cœur du calendrier est une série de 29 croissants orientés vers la gauche (« ☾ », colorés en rouge sur la photo de la tablette, à droite) de chaque côté de la pleine lune , un pictogramme de te nuahine kā ‘umu ‘a rangi kotekote « la vieille femme allumant un four en terre dans le ciel kotekote » — l’homme dans la Lune dans la mythologie océanienne. Ces glyphes correspondent aux 28 nuits normales et 2 nuits intercalaires de l’ancien calendrier lunaire Rapa Nui.
| the heralding sequence |
| Séquences annonciatrices : Deux exemples de « séquences annonciatrices » de la ligne Ca7, une d’avant et l’autre d’après la pleine lune. Le poisson à la fin de la dernière est inversé, et (seulement dans la séquence suivant immédiatement la pleine lune), l’oiseau à long cou est renversé. |
Ces trente nuits, commençant par la nouvelle lune, sont divisées en huit groupes par des « séquences annonciatrices » de quatre glyphes (ci-dessus, et colorées en violet sur la tablette) terminées par le pictogramme d’un poisson accroché à une ligne (en jaune). Ces séquences annonciatrices contiennent chacune deux croissants lunaires orientés vers la droite (« ☽ »). Dans les quatre séquences annonciatrices précédant la pleine lune, le poisson a la tête vers le haut ; dans les quatre suivant la pleine lune elle est vers le bas, suggérant les phases montantes et descendantes de la lune. La manière dont les croissants sont groupés reflète les motifs des noms de l’ancien calendrier. Les deux croissants ☾ à la fin du calendrier, précédés par une séquence annonciatrice plus longue, représentent les deux nuits intercalaires gardées en réserve. Le onzième croissant, avec une bosse, correspond à l’emplacement d’une de ces nuits selon les notes de Thomson et Métraux.
Guy remarque que plus la Lune est loin de la Terre sur son orbite décentrée, plus elle se déplace lentement, et plus il est nécessaire de recourir à une nuit intercalaire pour conserver la synchronisation entre le calendrier et les phases lunaires. Il émet l’hypothèse que les « séquences annonciatrices » sont des instructions pour observer le diamètre apparent de la Lune, et que les petits croissants en exposant (en orange) précédent les sixièmes nuits avant et après la pleine lune représentent le petit diamètre apparent à l’apogée qui déclenche une intercalation (le premier petit croissant correspond à la position de hotu selon Thomson et Métraux).
Sept des croissants calendaires (en rouge) sont accompagnés d’autres glyphes (en vert). Guy suggère une lecture syllabique pour certains de ceux-là, sur la base de possibles rébus, et de correspondances avec les noms des nuits dans l’ancien calendrier. Les deux séquences de six et cinq nuits sans ces glyphes accompagnateurs (au début de la ligne 7, et à la transition entre les lignes 7 et 8) correspondent aux deux groupes de six et cinq nuits nommées kokore, qui n’ont pas de noms individuels.

## Fischer
En 1995, le linguiste indépendant Steven Fischer, qui prétend aussi avoir déchiffré l’énigmatique disque de Phaistos, annonce avoir percé le code rongo-rongo, ce qui ferait de lui la seule personne de l’histoire à avoir déchiffré deux écritures de ce genre. Dans la décennie suivante, cependant, son travail n’a pas été reconnu par les autres chercheurs, qui pensent que Fischer a surestimé le motif unique sur lequel il base son déchiffrement, et remarquent que ses recherches n’ont pas conduit à la compréhension d’autres motifs,,,,,.

### Déchiffrement
Fischer note que le long texte de la tablette de Santiago (elle-même longue de 125 cm) contient, contrairement aux autres textes, une ponctuation : le texte de 2 320 glyphes est divisé par « 103 lignes verticales à des intervalles impairs », ce qui n’apparaît que sur cette tablette. Fischer remarque que le glyphe 76 , identifié comme un marqueur patronymique potentiel par Butinov et Knorozov, est attaché au premier glyphe de chaque section du texte, et que « presque toutes » les sections contiennent un nombre de glyphes multiple de trois, dont le premier porte le « suffixe » 76.
Fischer fait correspondre le glyphe 76 à un phallus et le texte de la tablette de Santiago à un  chant sur la création consistant en une centaine de répétitions de X–phallus Y Z, ce qu’il interprète comme X copula avec Y, et cela produisit Z. Son exemple élémentaire est le suivant :
à peu près au milieu de la ligne 12 de la tablette de Santiago. Fischer comprend le glyphe 606 en tant que « oiseau » + « main », avec le phallus attaché comme de coutume en bas à droite ; le glyphe 700 comme « poisson » ; et le glyphe 8 comme « soleil ».
En se basant sur la signification du mot Rapanui ma‘u « prendre », quasiment homophone de la marque du pluriel mau, il postule que la main de 606 est ce marqueur pluriel, via un glissement sémantique de « main » → « prendre », et traduit donc 606 par « tous les oiseaux ». En prenant le pénis pour signifier « copuler », il lit la séquence 606.76 700 8 comme « tous les oiseaux copulèrent, poisson, soleil ».
Fischer appuie son interprétation par des similarités avec la récitation Atua Matariri, qui tire son nom de ses premiers mots, qui avait été recueillie par William Thomson. Il s’agit d’une litanie donc chaque vers est de la forme X, ki ‘ai ki roto ki Y, ka pû te Z, littéralement « X ayant été à l’intérieur de Y le Z apparaît ». Le premier vers, selon Salmon et Métraux (aucun des deux n’ayant noté les accents glottaux ou les voyelles longues) donne :
« God Atua Matariri and goddess Taporo produced thistle. »
— Salmon
        
« le dieu Atua Matariri et la déesse Taporo produisirent le chardon »
« God-of-the-angry-look by copulating with Roundness (?) produced the poporo (black nightshade, Solanum nigrum). »
— Métraux
        
« le dieu-à-l’air-furieux en copulant avec la Rondeur (?) produisit le poporo (morelle noire, Solanum nigrum) »
Fischer proposa pour la séquence de glyphes 606.76 700 8, littéralement MANU:MA‘U.‘AI ÎKA RA‘Â « oiseau:main.pénis poisson soleil », la prononciation phonétique suivante :
« All the birds copulated with the fish; there issued forth the sun. »
« Tous les oiseaux copulèrent avec le poisson, et cela fit apparaître le soleil. »
Il remarque d’autres triplets phalliques similaires dans d’autres textes. Cependant, dans la plupart des textes le glyphe 76 n’est pas courant, et Fischer suggère qu’il s’agit d’une version tardive, plus développée, de l’écriture, où le chant de création a été abrégé et où le phallus a été omis. Il en conclut donc que 85 % du corpus rongo-rongo est composé de ce genre de textes, et qu’il ne s’agit que d’une question de temps avant que le rongo-rongo soit complètement déchiffré.

### Objections
L’approche de Fischer a provoqué des objections nombreuses :
- Quand Andrew Robinson vérifie le motif de Fischer, il trouve après inspection de la tablette de Santiago que « seulement 63 des 113 séquences de la tablette présentent la structure ternaire (et 63 est un nombre maximal, en donnant à chaque attribution de Fischer le bénéfice du doute » (« Close inspection of the Santiago Staff reveals that only 63 out of the 113 [sic] sequences on the staff fully obey the triad structure (and 63 is the maximum figure, giving every Fischer attribution the benefit of the doubt) »[45]). Le glyphe 76  apparaît parfois isolé, parfois composé avec lui-même, et parfois au mauvais endroit dans les triplets, ou même partout dans les triplets[note 8]. Ailleurs que sur cette tablette, Pozdniakov n’a trouvé les triplets de Fischer que sur des textes mal préservés de Ta, et dans la seule ligne de Gv, que Butinov et Knorozov avaient reconnu comme une généalogie[47].
- Pozdniakov et Pozdniakov calculèrent que, pris ensemble, les quatre glyphes de l’exemple principal de Fischer composent 20 % du corpus. « Il est ainsi aisé de trouver des exemples dans lesquels au contraire, « le soleil copule avec le poisson », et parfois aussi avec les oiseaux. Fischer ne mentionne pas le chaos résultant où tous les éléments copulent en formant toutes sortes de combinaisons improbables. De plus, il n’est pas évident du coup dans quel sens cette « avancée » est « phonétique ». » (« Hence it is easy to find examples in which, on the contrary, « the sun copulates with the fish », and sometimes also with the birds. Fischer does not mention the resulting chaos in which everything is copulating in all manner of unlikely combinations. Furthermore, it is by no means obvious in what sense this « breakthrough » is « phonetic ». »)[31]
- Le marqueur plural n’existe pas en Rapanui, puisqu’il s’agit d’un élément de grammaire tahitienne. Cependant, même s'il avait aussi été utilisé en Rapanui, le mot polynésien mau est un marqueur plural seulement quand il précède un nom ; après un nom, il s’agit d’un adjectif qui signifie « vrai, original, propre »[33].
- Aucun mythe polynésien ne parle d’oiseaux copulant avec des poissons pour produire le soleil. Fischer justifie son interprétation de la sorte : « C’est très proche du [vers] 25 du chant de procréation de Daniel Ure Va’e Iko [Atua Matariri] « la terre copula avec le poisson Ruhi : cela donna le soleil » (« This is very close to [verse] number 25 from Daniel Ure Va‘e Iko's procreation chant [Atua Matariri] « Land copulated with the fish Ruhi Paralyzer: There issued forth the sun. »[48]). Cependant, cette affirmation repose sur la traduction anglaise de Salmon, qui ne correspond pas à sa transcription en Rapanui de

Métraux donne pour ce vers l’interprétation suivante :
« Moon (?) by copulating with Darkness (?) produced Sun »
— Métraux, 1940

« La Lune (?) en copulant avec les Ténèbres (?) produisit le Soleil »
qui ne mentionne ni les oiseaux ni le poisson.
- À partir des recherches de Fischer, la supposée généalogie de Butinov et Knorozov sur la tablette Gv devient sémantiquement étrange, avec différents êtres animés copulant avec le même personnage humain pour produire eux-mêmes[33] :

 [tortue] copula avec  [homme], cela donna  [tortue]
 [requin ?] copula avec  [homme], cela donna  [requin]
etc.
- Le cryptologue Tomi Melka déduisit que l’hypothèse de Fischer ne peut pas être vraie pour toute la tablette de Santiago, encore moins pour tous les autres textes[51].
- Le linguiste Richard Sproat n’a pas pu répliquer les parallèles que Fischer affirmait avoir trouvés entre la tablette de Santiago et les autres textes. Il automatise l’algorithme de recherche approximative et l’applique aux textes, et montre que la tablette est isolée :

« As an attempt at a test for Fischer's "phallus omission" assumption, we computed the same string matches for a version of the corpus where glyph 76, the phallus symbol, had been removed. Presumably if many parts of the other tablets are really texts which are like the Santiago Staff, albeit sans explicit phallus, one ought to increase one's chance of finding matches between the Staff and other tablets by removing the offending member. The results were the same as for the unadulterated version of the corpus: the Santiago staff still appears as an isolate. »
— Sproat 2003.
        
« Pour tester l’hypothèse de Fischer sur « l’omission des phallus », nous avons calculé les mêmes appariements de séquences pour une version du corpus où le glyphe 76, le symbole du phallus, a été retiré. En supposant que d’autres morceaux des autres tablettes sont effectivement liés à la tablette de Santiago, sans la mention des phallus, on aurait légitiment pu penser augmenter les chances de trouver des liens entre la tablette de Santiago et les autres en retirant ce signe. Les résultats sont les mêmes que pour la version non modifiée du corpus : la tablette de Santiago apparaît isolée. »

## Pozdniakov
Dans les années 1950, Butinov et Knorozov réalisent une analyse statistique de plusieurs textes rongo-rongo et concluent que la langue des textes n’étaient pas du polynésien, ou qu’il s’agissait d’un style télégraphique condensé, parce qu’elle ne contenait pas de glyphes comparables en fréquence aux particules grammaticales polynésiennes comme les articles Rapanui te et he ou la préposition ki. Ces découvertes ont depuis été utilisées pour expliquer que le rongo-rongo n’est pas un système d’écriture classique, mais plutôt une proto-écriture mnémotechnique. Cependant, Butinov et Knorozov ont utilisé l’encodage préliminaire de Barthel, que Konstantin Pozdniakov, directeur de recherche au musée d’ethnographie et d’anthropologie de l’Académie des sciences de Russie à Saint-Pétersbourg (jusqu’à 1996) juge inapproprié pour les analyses statistiques. Le problème, que Butinov, Knorozov, et Barthel lui-même, ont admis, est que dans de nombreux cas des codes numériques distincts ont été attribués à des ligatures et des allographes, comme s’il s’agissait de glyphes indépendants. Conséquemment, bien que la transcription numérique du texte effectuée par Barthel permette une première approche des textes et une discussion basique de leur contenu, elle échoue à appréhender sa structure linguistique et interfère avec la comparaison entre les textes,.
En 2011, Pozdniakov publie des préliminaires à un article où il analyse le texte E Keiti, incluant notamment une comparaison glyphe par glyphe de la transcription de Barthel (1958), en apportant les corrections d’Horley (2010) quant à des glyphes mal identifiés.

### Révision de la liste des glyphes
Pour résoudre ce problème, Pozdniakov analyse en 1996 treize des textes les mieux préservés pour identifier toutes les ligatures et allographes, et ainsi mieux approcher une correspondance un-à-un entre les graphèmes et leur représentation numérique. Il observe que tous les textes sauf I et G verso se composent principalement de séquences communes de glyphes, qui sont présentes dans des ordres et des contextes différents selon les tablettes. En 2007, il a identifié une centaine de phrases communes comportant entre dix et cent glyphes contigus. Même en écartant les textes complètement semblables Gr–K et la « Grande Tradition » de H–P–Q, il trouve que la moitié du reste comprend ce genre de phrases :

Syntaxe : Des variantes de cette phrase de vingt glyphes, présentant des glyphes omis ou rajoutés, se retrouvent douze fois dans huit des treize textes recensés par Pozdniakov : lignes Ab4, Cr2–3, Cv2, Cv12, Ev3, Ev6, Gr2–3, Hv12, Kr3, Ra6, Rb6, et Sa1. Parmi d’autres avancées, ces phrases ont établi ou confirmé l’ordre de lecture de certaines des tablettes,.
Ces séquences partagées commencent et finissent par un jeu de glyphes notablement restreint. Par exemple, beaucoup commencent ou finissent (ou les deux) par le glyphe 62 (un bras finissant par un cercle : ) ou une ligature dans laquelle le glyphe 62 remplace le bras ou l’aile d’un personnage (voir l’image de ligature dans Kudrjavtsev et al.).
Par contraste avec ces phrases, Pozdniakov détermine que certains glyphes n’apparaissent que sous forme de variantes libres, isolés ou composant des ligatures. Ainsi, il suggère que les deux formes de main, 6  (trois doigts et un pouce) et 64  (une main à quatre doigts), sont des variantes graphiques d’un seul et même glyphe, qui est aussi attaché à d’autres glyphes, ou remplace les bras des personnages :

Allographes : Les allographes de la « main » (à gauche), et certaines des cinquante paires de ligatures « main » allographiques auxquelles Barthel avait assigné des codes numériques de caractères distincts.
Le fait que les deux mains semblent se substituer l’une à l’autre dans chacune de ces paires de glyphes lorsque les séquences répétées sont comparées rend crédible leur similarité. De façon similaire, Pozdniakov affirme que les têtes avec les « bouches béantes », comme dans le glyphe 380 , sont des variantes des têtes d’oiseaux, ce qui permet de voir l’intégralité des séries 300 et 400 de l’inventaire de Barthel comme des ligatures ou des variantes de la série 600.
Malgré la découverte que certains des glyphes répertoriés par Barthel comme allographes étaient en fait indépendants, comme les deux orientations du glyphe 27, , l’appariement global des allographes et ligatures réduit la taille de l’inventaire de 600 glyphes publié par Barthel. En recodant les textes une fois ces modifications prises en compte, puis en les comparant à nouveau, Pozdniakov détecte deux fois plus de phrases communes, ce qui lui permet de consolider encore plus l’inventaire des glyphes. En 2007, avec son père, pionnier de l’informatique russe, il parvient au résultat suivant : 52 glyphes constituent 99,7 % du corpus,. À la suite de cette découverte, il en déduit que le rongo-rongo est principalement un syllabaire, mêlé toutefois avec des éléments non syllabiques, potentiellement des sémagrammes ou déterminatifs ou des logographes pour des termes courants (voir ci-dessous). L’analyse des données, cependant, n’a pas été publiée.
| |    |     |     |     |     |     |     |     |     |     |     |     |
| 01 | 02 | 03  | 04  | 05  | 06  | 07  | 08  | 09  | 10  | 14  | 15  | 16  |
| |    |     |     |     |     |     |     |     |     |     |     |     |
| 22 | 25 | 27a | 28  | 34  | 38  | 41  | 44  | 46  | 47  | 50  | 52  | 53  |
| |    |     |     |     |     |     |     |     |     |     |     |     |
| 59 | 60 | 61  | 62  | 63  | 66  | 67  | 69  | 70  | 71  | 74  | 76  | 91  |
| |    |     |     |     |     |     |     |     |     |     |     |     |
| 95 | 99 | 200 | 240 | 280 | 380 | 400 | 530 | 660 | 700 | 720 | 730 | 901 |
| Le glyphe 901 a été proposé pour la première fois par Pozdniakov[60]. La variante inversée 27b dans le glyphe 27 de Barthel () semble être un glyphe distinct. Bien que 99 ressemble à une ligature de 95 et de 14 , statistiquement il se comporte comme un glyphe séparé, comme les lettres latines Q et R ne se comportent pas comme des ligatures de O et de P avec un trait supplémentaire, mais comme des lettres séparées[61]. |    |     |     |     |     |     |     |     |     |     |     |     |
La nature répétitive partagée par la syntaxe des textes, à l’exception de Gv et I, conduit Pozdniakov à penser qu’il ne s’agit pas de textes intégraux, et qu'ils ne peuvent contenir les éléments variés qui seraient attendus pour des textes historiques ou mythologiques,. Dans la table suivante de l’inventaire de Pozdniakov & Pozdniakov, classé par fréquence descendante, les deux premiers rangs de 26 caractères constituent 86 % de tout le corpus.
|  |  |  |  |  |  |  |  |  |  |  |  |  |
|  |  |  |  |  |  |  |  |  |  |  |  |  |
|  |  |  |  |  |  |  |  |  |  |  |  |  |
|  |  |  |  |  |  |  |  |  |  |  |  |  |

### Preuves statistiques
Avec son inventaire rigoureusement établi, Pozdniakov teste ses idées au sujet de la nature de l’écriture. Il tabule les distributions des fréquences des glyphes pour dix textes (en excluant la tablette de Santiago, trop divergente) et trouve qu’elles coïncident avec la distribution des syllabes de dix textes archaïques Rapanui, comme la récitation Apai, avec des déviations quasi identiques à celles d’une distribution zipfienne. Il considère ce résultat comme une preuve de la nature essentiellement syllabique du rongo-rongo, et de sa consistance avec la langue Rapanui. Par exemple, le glyphe le plus fréquent, 6, et la syllabe la plus fréquente, /a/, constituent chacun 10 % de leur corpus respectifs ; les syllabes te et he, que Butinov et Knorozov avaient trouvées problématiques, peuvent avec 5,7 % et 3,5 % être associées à un bon nombre de glyphes rongo-rongo courants. De plus, le nombre de glyphes liés ou fusionnés correspond bien aux nombres de syllabes dans les mots Rapanui, que ce soit dans les textes en général ou dans leurs lexiques, ce qui suggère que chaque combinaison de glyphes représente un mot :
| Syllabes par mot; Glyphes par ligature | Textes intégraux | Textes intégraux | Lexique      | Lexique     |
| Syllabes par mot; Glyphes par ligature | Rapanui          | Rongorongo       | Rapanui      | Rongorongo  |
| -------------------------------------- | ---------------- | ---------------- | ------------ | ----------- |
| Syllabes par mot; Glyphes par ligature | (n = 6847)       | (n = 6779)       | (n = 1047)   | (n = 1461)  |
| un                                     | 42 %             | 45 %             | 3,7 %        | 3,5 %       |
| deux                                   | 36 %             | 32 %             | 40 %         | 35 %        |
| trois                                  | 15 %             | 18 %             | 33 %         | 41 %        |
| quatre ou plus                         | 7,1 %            | 5,2 %            | 23 %         | 21 %        |
| (moyenne)                              | 1,9 syllabes     | 1,9 glyphes      | 2,8 syllabes | 2,8 glyphes |
Dans les deux corpus on retrouve beaucoup plus de monosyllabes et de glyphes isolés dans le texte entier que dans le lexique. Dans les deux langues, un nombre relativement faible de ces formes présente une fréquence élevée, ce qui indiquerait une compatibilité entre le rongo-rongo et le Rapanui, qui comprend un petit nombre de particules grammaticales monosyllabiques très fréquentes. Le rongo-rongo et le Rapanui sont également quasiment identiques en ce qui concerne la proportion de syllabes/glyphes retrouvés isolés, ou en position initiale, médiane ou finale à l’intérieur d’un mot ou d’une ligature.
Cependant, alors que ces tests statistiques démontrent la consistance des rongo-rongo avec une écriture Rapanui syllabique, les syllabes ne sont pas les seules à pouvoir produire ce résultat. Dans les textes Rapanui, quelque deux douzaines de mots polysyllabiques communs, tels que ariki 'meneur', ingoa 'nom', et rua 'deux', ont la même fréquence en tant que suite de syllabes, alors que des syllabes isolées, comme /tu/ sont moins fréquentes que ces mots.
L’hypothèse que le rongo-rongo n’est pas purement syllabique est confortée par des motifs de positions à l’intérieur des textes. Les distributions des syllabes Rapanui au sein de mots polysyllabiques et des glyphes rongo-rongo à l’intérieur des ligatures sont très similaires, ce qui accrédite la connexion syllabique. Cependant, les mots monosyllabiques et les glyphes isolés se comportent très différemment ; de ce point de vue, le rongo-rongo n’est pas du tout syllabique. Par exemple, tous les glyphes sauf 901  ont été trouvés isolés, alors que seule la moitié des 55 syllabes Rapanui peut constituer un mot monosyllabique. De plus, parmi ces syllabes qui peuvent apparaître isolées, leur proportion d’apparitions isolées est beaucoup plus faible que celle des glyphes : seules trois syllabes, /te/, /he/ et  /ki/, apparaissent plus de la moitié du temps isolées (en tant que particules grammaticales), tandis qu’un bon nombre de glyphes est rencontré plus souvent isolée qu’avec d’autres symboles. L’analyse contextuelle peut permettre d’expliquer cela : alors que les monosyllabes Rapanui sont des particules grammaticales et précèdent généralement des noms ou des verbes polysyllabiques, ce qui empêche les monosyllabes d’apparaître souvent ensemble ; les glyphes rongo-rongo isolés apparaissent usuellement ensemble, ce qui leur conférerait une fonction très différente. Pozdniakov suppose que cette différence pourrait provenir de la présence de déterminatifs, ou que les glyphes pourraient avoir deux fonctions, et correspondre à des phonogrammes quand ils sont combinés, et à des logogrammes lorsqu’ils sont isolés, comme en écriture maya,,. D’autre part, aucun glyphe n’approche la fréquence, lorsqu’il est isolé, des articles te et he ou de la préposition ki dans les textes intégraux. Ces particules n’étaient peut-être tout simplement pas écrites, mais Pozdniakov pense qu’elles étaient écrites en même temps que le mot suivant, comme pour les prépositions et les articles en latin classique et en arabe écrit.
Les motifs de répétition viennent encore compliquer la situation. Il y a deux types de répétitions dans les mots Rapanui : des doubles syllabes à l’intérieur des mots, comme dans mamari, et un redoublement grammatical des disyllables, comme dans rongorongo. Dans le lexique Rapanui, il y a deux fois plus de doubles syllabes comme dans mamari que ce que le hasard pourrait expliquer. Cependant, dans les textes rongo-rongo, des doubles glyphes analogues ne se retrouvent qu’avec une fréquence supérieure de 8 % à ce qui était attendu. De même, les redoublements de dissyllabes en Rapanui sont sept fois plus fréquents qu’ils ne le seraient dans une distribution aléatoire, constituant ainsi un quart du vocabulaire, alors que de telles séquences de glyphes rongo-rongo ne sont que deux fois plus fréquentes, et ne forment que 10 % du vocabulaire . Si le rongo-rongo est une écriture phonétique, ces différences doivent être expliquées. Pozdniakov suggère la présence d’un glyphe « duplicateur » ou que des modifications des glyphes, comme une orientation de la tête vers la gauche plutôt que vers la droite, auraient pu indiquer leur répétition.

### Valeurs de son
Les résultats de l’analyse statistique seront fortement affectés par d’éventuelles erreurs dans l’identification de l’inventaire des glyphes, ou par des divergences d’une représentation purement graphique, comme un glyphe spécial pour le redoublement. Il y a aussi des différences importantes dans les fréquences de syllabes individuelles parmi les textes Rapanui, ce qui rend une identification directe problématique. Pozdniakov n’a pas été capable d’assigner de valeurs phonétiques avec certitude, mais les résultats statistiques permettent de poser des restrictions aux valeurs possibles.
Une possibilité pour le logogramme du mot le plus courant en Rapanui, l’article te, est le glyphe le plus courant, 200 , qui ne correspond pas à un phonogramme. Le glyphe 200 apparaît principalement en position initiale, et est plus fréquent dans les textes intégraux que n’importe quelle syllabe du lexique Rapanui, ce qui caractérise l’article. Une possibilité pour un glyphe de redoublement est le 3 , qui est également très commun et ne correspond pas à un phonogramme, tout en apparaissant de façon prédominante en position finale.
Comme un mot ou une phrase répété(e), par exemple ki ‘ai ki roto dans la récitation Atua Matariri, va fausser les statistiques de ce texte, il est plus efficace de comparer les fréquences des sons en utilisant des listes de mots (chaque mot est considéré individuellement) plutôt que les textes complets. Pozdniakov utilise quelques corrélations basiques entre le Rapanui et le rongo-rongo pour réduire les valeurs phonétiques potentielles des glyphes. Ainsi, les fréquences relatives des glyphes en positions initiale, médiane et finale à l’intérieur d’une ligature sont supposées contraindre leurs valeurs de son aux syllabes présentant des distributions similaires dans le lexique. Les syllabes commençant par ng, par exemple, sont plus fréquentes à la fin des mots qu’en position initiale. Les fréquences globales, et les motifs de doublement et de redoublement, d’autre part, semblent associer les glyphes de bras avec les voyelles :
- Fréquence globale : Les syllabes sans consonnes (syllabes vocaliques ou voyelles) sont plus répandues en Rapanui que celles commençant par n’importe laquelle des dix consonnes. Des voyelles, /a/ est plus de deux fois plus fréquente que n’importe laquelle des autres. Les syllabes constituant plus de 3 % du lexique Rapanui sont les suivantes :  /i/, /e/, /a/, /o/, /u/; /ta/, /ra/, /ka/, /na/, /ma/; et /ri/. (Les trois plus fréquentes, les syllabes vocaliques /a/, /i/, /u/, composent un quart du corpus.) Les glyphes constituant plus de 3 % du corpus rongo-rongo sont les suivants, dans l’ordre : 200 , 6  ou , 10 , 3 , 62 , 400 , 61 . Comme mentionné plus haut, 200 et 3 ne correspondent pas à des phonogrammes. Des cinq restants, quatre sont des membres (bras ou ailes)[78].
- Redoublement : Dans le cas du redoublement grammatical, les voyelles sont aussi les plus fréquentes, ce qui est illustré par la distribution des glyphes 6 , 10 , 61 , 62 , 901 , tous des membres[79].
- Doublage : Parmi les syllabes doublées, cependant, les syllabes vocaliques sont bien moins courantes. Quatre syllabes, /i/, /a/, /u/, /ma/, sont doublées moins fréquemment que les probabilités le prévoiraient ; trois glyphes le sont également : 6 , 10 , et 63 , deux d’entre eux étant des membres.[73]

| Plus fréquentes     | glyph 6 | glyph 10 | glyph 62 | glyph 400 | glyph 61  |
| Plus redoublées     | glyph 6 | glyph 10 | glyph 61 | glyph 62  | glyph 901 |
| Moins doublées      | glyph 6 | glyph 10 | glyph 63 |           |           |
| Valeur phonétique ? | /a/?    | /i/?     |          |           |           |
La fréquence exceptionnellement haute du glyphe  6  et de la syllabe /a/, partout sauf quand ils sont doublés, suggère que le glyphe 6 correspond au son /a/. Pozdniakov propose de façon moins certaine que le deuxième glyphe le plus fréquent (10 ) puisse prendre la valeur /i/.

### Objections
Comme Pozdniakov l’admet volontiers, ses analyses dépendent fortement de la précision de l’inventaire des glyphes. De plus, il n’a pas publié les détails de l’élaboration de son inventaire, ce qui empêche d’autres personnes de vérifier son travail.
En 2008, il y a eu relativement peu de réaction quant aux travaux de Pozdniakov. Cependant, Sproat pense que les résultats obtenus par le biais des distributions de fréquences ne sont qu’un effet de la loi de Zipf, et que, de plus ni les rongo-rongo ni les textes anciens ne sont représentatifs de la langue Rapanui, ce qui rend une comparaison entre les deux probablement assez peu fructueuse.

## De Laat
Un autre déchiffrement, auto-publié par Mary de Laat en 2009, couvre trois textes, A, B, et E. Horley (2010) en est une revue critique. Ces trois textes sont supposés être un dialogue étendu. Ce serait assez remarquable que ces rares pièces de bois tiennent compte des banals échanges que de Laat leur attribue, mais la ligature 380.1 , que de Laat identifie à un homme du nom de Taea, est trouvée dans six des textes restants, soit la moitié du corpus indubitablement authentique et bien conservé. Ce personnage est supposé avoir tué sa femme, selon la tradition Rapa Nui. On ne retrouve par contre pas ce personnage de Taea dans la littérature orale Rapa Nui subsistante. Cette ligature pour Taea est celle qui a été identifiée par Harrison comme un marqueur pour diviser des listes, tandis que Barthel en a trouvé des parallèles dans d’autres textes sous les formes 380.1.3 et 1.3. Cependant, en dépit du contenu équivalent de ces textes, les traductions que propose de Laat de ces textes sont plutôt divergentes, parce que sa lecture purement phonétique l’empêche de lire 1.3 comme « Taea ». Les participants aux dialogues doivent donc être différents, et la segmentation des textes par de Laat est « instable ». On retrouve également de lourdes erreurs grammaticales, et des interprétations renvoyant à des emprunts post-coloniaux au tahitien. En réponse à ces critiques, de Laat a commencé à « revoir substantiellement » ses traductions.